# Arkebuz

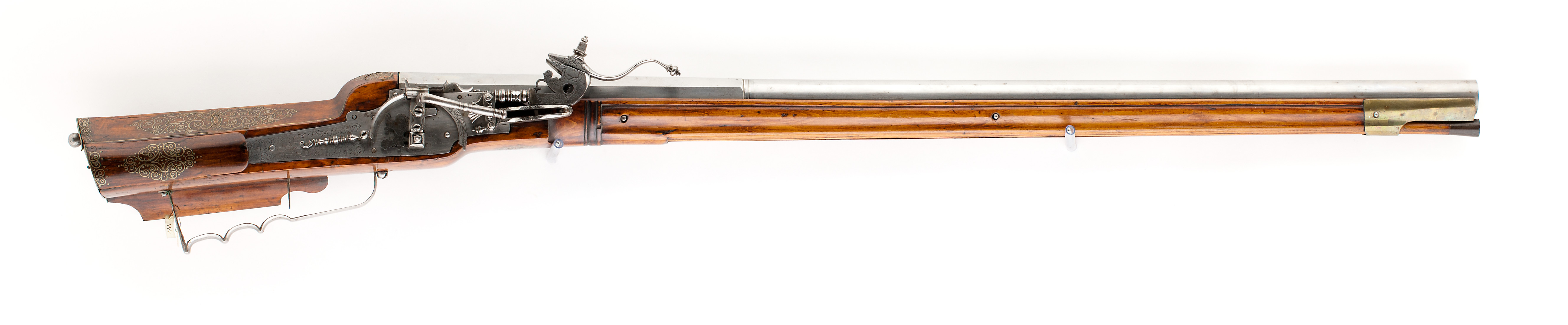
Arkebuz z pierwszej połowy XVII wieku

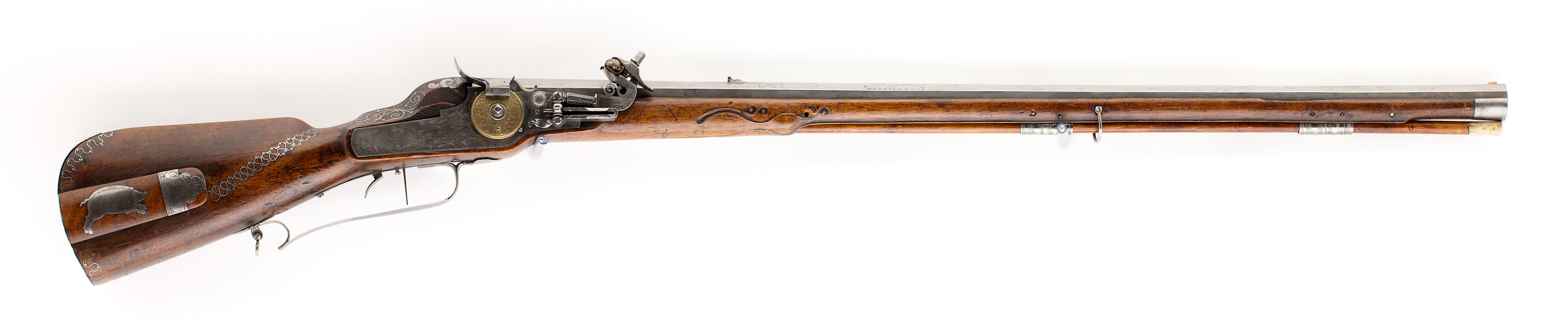
Niemiecki arkebuz z drugiej połowy XVII wieku

Arkebuz (arkabus, arkabuz, harkabuz, harkebuz) – długa gładkolufowa broń strzelecka wyposażona w zamek kołowy, używana od XVI do XVII wieku.
Powstała w końcu XV wieku jako lżejsza i poręczniejsza alternatywa dla prymitywnych hakownic i późniejszych ciężkich muszkietów, w jaką zaczęto wyposażać oddziały jazdy, tzw. arkebuzerów. Początkowo nazwę tę odnoszono do palnej broni z prostą kolbą przypominającą uchwyt kuszy.

## Charakterystyka
Arkebuz był bronią gładkolufową rozdzielnego ładowania, wykorzystującą jako ładunek miotający proch czarny. Kaliber lufy wynosił zazwyczaj ok. 10 mm, co jednak nie było regułą. W porównaniu z muszkietem był bronią lżejszą i poręczniejszą (nie wymagającą podpierania lufy na forkiecie), jednakże cechował się znacznie mniejszą celnością i donośnością. Istotną różnicą było również stosowanie w nich najczęściej nowocześniejszych zamków kołowych zamiast lontowych (choć zdarzały się również arkebuzy lontowe). 
Oprócz wykorzystania jako broń wojskowa, arkebuzy używane były również jako broń myśliwska przez bogatą szlachtę i magnaterię (w Rzeczypospolitej już za panowania Stefana Batorego, który sam był zamiłowanym myśliwym). Wiązało się to z często droższym, ozdobnym wykańczaniem tej broni (zwłaszcza inkrustowaniem łoża i kolby), oraz (w rzadkich przypadkach) z montowaniem luf gwintowanych, co znacznie poprawiało jej osiągi. Niekiedy wczesne myśliwskie wersje arkebuzów, ze względu na większy ciężar od kuszy, opierano do strzelania na przenośnej podpórce podobnej do forkietu w muszkiecie.

## Historia

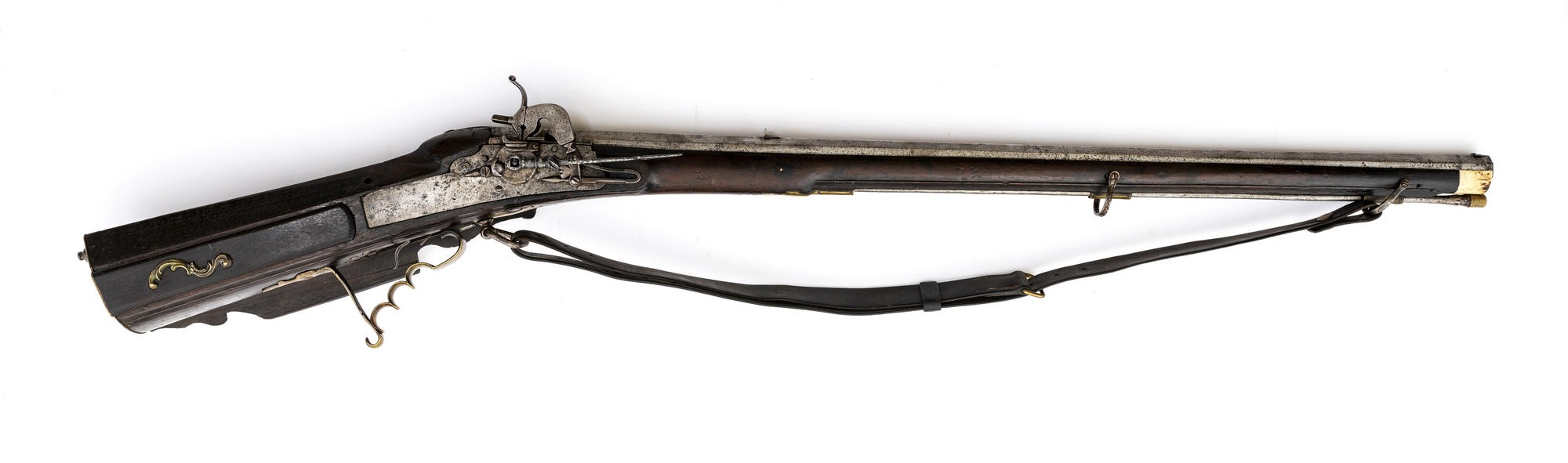
Niemiecki arkebuz z drugiej połowy XVII wieku (Muzeum Ziem Wschodnich Dawnej Rzeczypospolitej)

Arkebuzy wywodzą się bezpośrednio od muszkietów i powstały jako broń przeznaczona początkowo dla konnych oddziałów arkebuzerii, gdzie używane były jako bandolety. Z czasem weszły również na wyposażenie oddziałów pieszych arkebuzerów.
Arkebuzy nigdy jednak nie wyparły z uzbrojenia muszkietów, ze względu na gorsze osiągi oraz mankamenty stosowanych w nich zamków kołowych (wysokie koszty produkcji, skomplikowana budowa i obsługa oraz podatność na uszkodzenia).
Od drugiej połowy XVII wieku arkebuzy wraz z muszkietami zaczęły być stopniowo wypierane przez nowocześniejsze karabiny skałkowe, co doprowadziło do zaniku ich stosowania w XVIII stuleciu.